# 伊万·扎鲁茨基
伊万·扎鲁茨基（Заруцкий, Иван Мартынович，?—1614年）是17世纪初一位哥薩克领袖。
1606-1607年，扎鲁茨基和他的手下加入波洛特尼科夫起義。伊万·博洛特尼科夫在莫斯科郊外战败后，扎鲁茨基逃到波兰並加入偽德米特里二世和波兰国王齐格蒙特三世陣營。1610年，扎鲁茨基回到了卡盧加。偽德米特里二世去世後，其遗孀玛丽娜·姆尼采赫嫁給了扎鲁茨基。
後來第二民兵领导人德米特里·波扎尔斯基號召人民不要承认波蘭扶持的玛丽娜·姆尼采赫和扎鲁茨基。由於反扎鲁茨基的部隊逼近莫斯科，扎鲁茨基不得不逃往阿斯特拉罕。 1614年，扎鲁茨基被哥萨克人抓住并被移交給莫斯科當局，同年在莫斯科被处决。